# Klubi Sportiv Elbasani
Il Klubi Sportiv Elbasani, meglio noto come KS Elbasani o Elbasani, è stata una società calcistica albanese con sede nella città di Elbasan.

## Storia
Il club fu fondato nel 1923 dalla fusione delle due squadre di "Perparimi" ed "Aferdita".
Dal 1958 al 1991 viene rinominato KS Labinoti Elbasan. (È l'unica squadra albanese che compare nei cataloghi subbuteo degli anni '80).
La squadra ha partecipato per la prima volta ad una competizione europea nel 1984, venendo sconfitta nel primo turno di Coppa dei Campioni dal Lyngby BK. Nel 2005 ha giocato il primo turno preliminare della Coppa UEFA, ma è stato eliminato dal Vardar, (1-1 a Elbasan 0-0 a Skopje), mentre l'anno seguente è stato eliminato, sempre nel turno preliminare, dalla formazione lituana dell'Ekranas, 1-0 a Elbasan 3-0 a Ekranas.

## Stadio
Attualmente la squadra gioca allo stadio Elbasan Arena, (capacità 14.000).

## Cronologia
- 1923 - Fondato come KF Urani Elbasan dalla fusione di Aferdita Elbasan e Perparimi Elbasan
- 1930 - Prima partecipazione alla Kategoria e Parë
- 1932 - Rinominato KS Skampa Elbasan
- 1939 - Rinominato KS Bashkimi
- 1949 - Rinominato KS Elbasani
- 1950 - Rinominato Puna Elbasan
- 1958 - Rinominato KS Labinoti Elbasan
- 1984 - Prima qualificazione alle Coppe europee, Coppa dei Campioni 1984-1985
- 1991 - Rinominato ancora KS Elbasani
- 1997 - Rinominato KF Elbasani

## Organico

### Rosa 2017-2018
Aggiornata al 31 agosto 2017.
| N. |                    | Ruolo | Calciatore                  |
| -- | ------------------ | ----- | --------------------------- |
| 4  | Albania (bandiera) | C     | Jurgen Dosti                |
| 5  | Albania (bandiera) | D     | Arjan Pisha (vice-capitano) |
| 6  | Albania (bandiera) | D     | Xhulio Jaupi                |
| 7  | Albania (bandiera) | C     | Erjol Merxha                |
| 10 | Albania (bandiera) | C     | Endri Dalipi (capitano)     |
| 12 | Albania (bandiera) | P     | Eduart Myftarago            |
| 14 | Albania (bandiera) | C     | John Grabova                |
| 15 | Albania (bandiera) | C     | Mateos Toçi                 |
| 18 | Albania (bandiera) | A     | Semiran Çela                |
| 22 | Albania (bandiera) | C     | Endri Duka                  |

| N. |                    | Ruolo | Calciatore      |  |
| -- | ------------------ | ----- | --------------- |  |
| 23 | Albania (bandiera) | D     | Ganjol Kaçuli   |  |
|    | Albania (bandiera) | D     | Jurgen Lleshi   |  |
|    | Albania (bandiera) | C     | Klaus Gjorga    |  |
|    | Albania (bandiera) | C     | Ornald Tafani   |  |
|    | Albania (bandiera) | C     | Besart Veseli   |  |
|    | Albania (bandiera) | A     | Shamet Luta     |  |
|    | Albania (bandiera) | A     | Rei Ujkashi     |  |
|    | Albania (bandiera) | A     | Kristi Shyti    |  |
|    | Albania (bandiera) | A     | Brilliant Sulaj |  |

## Staff tecnico
- Allenatore:  Muharrem Dosti
- Vice-Allenatore:  Marsid Dushku
- Team Manager:  Ilirjan File
- Medico sociale:  Zihni Bordi
- Fisioterapista:  Aurel Asllani

## Rose delle stagioni precedenti
- 2014-2015
- 2013-2014
- 2012-2013

## Palmarès

### Competizioni nazionali
- Campionato albanese: 2

1983-1984, 2005-2006
- Coppa d'Albania: 2

1974-1975, 1991-1992
- Supercoppa d'Albania: 1

1992
- Kategoria e Parë: 4

1933, 1958, 2001-2002, 2013-2014, 2023-2024
- Kategoria e Dytë: 1

2017-2018 (gruppo 2)

### Altri piazzamenti
- Campionato albanese:

Secondo posto: 2004-2005
Terzo posto: 1987-1988
- Coppa d'Albania:

Finalista: 1979-1980
Semifinalista: 1972-1973, 1980-1981, 2001-2002, 2005-2006, 2007-2008
- Supercoppa d'Albania:

Finalista: 2006
- Kategoria e Parë:

Secondo posto: 1953